# Wallace Roney
Wallace Roney, född 25 maj 1960 i Philadelphia, Pennsylvania, död 31 mars 2020 i Paterson, New Jersey, var en amerikansk jazztrumpetare.
Roney tog lektioner från bland andra Clark Terry och Dizzy Gillespie, innan han åren 1985–1991 studerade för Miles Davis. Roney värdesatte Davis inte bara för musiken utan också som mentor och vän; Roney var den enda trumpetare som Davis personligen var mentor för.

## Liv och karriär
Wallace Roney föddes och växte upp i Philadelphia. Efter examen från Duke Ellington School of the Arts i Washington D.C. studerade han vid Howard University vid Berklee College of Music i Boston.
Både 1979 och 1980 vann han Downbeat Award som årets bästa unga jazzmusiker, och åren 1989 och 1990 tidningen DownBeats kritikerpris som mest spännande trumpetare. 
År 1986 efterträdde han Terence Blanchard i gruppen Jazz Messengers. Han spelade också flitigt med trumslagare som Art Blakey och Tony Williams, vars kvintett han spelade med i slutet av 1980- och början av 1990-talet. 
År 1991 spelade han med Miles Davis vid jazzfestivalen i Montreaux, och efter den senares död samma år medverkade Roney under en hyllningsturnè med flera musiker som även de har haft en viktig relation med Miles Davis: Wayne Shorter, Herbie Hancock, Ron Carter och Tony Williams - vilket resulterade i albumet A Tribute to Miles, som belönades med en Grammy.
Roney var äldre bror till saxofonisten Antoine Roney, och från 1985 gift med pianisten Geri Allen, med vilken han hade två döttrar och en son.

## Död
Wallace Roney avled 31 mars 2020 på St. Joseph's University Medical Center i Paterson, New Jersey. Han dog i sviterna av COVID-19.

## Diskografi i urval

### Som bandledare
- 1987 – Verses (Muse)
- 2005 – Mystikal (Highnote)
- 2007 – Jazz (Highnote)

### Med Geri Allen
- 1992 – Maroons (Blue Note)
- 1998 – The Gathering (Verve)

### Med Art Blakey
- 1981 – Killer Joe (Union Jazz)
- 1986 – Feeling Good (Delos)

### Med Chick Corea
- 1997 – Remembering Bud Powell (Stretch)

### Med Dizzy Gillespie
- 1992 – To Diz with Love (Telarc)

### Med Tony Williams
- 1986 – Civilization (Blue Note)